# Myxine hubbsoides
Myxine hubbsoides – gatunek bezszczękowca z rodziny śluzicowatych (Myxinidae). Znana tylko z materiału typowego na podstawie którego ją opisano. 

## Zasięg występowania
Płd-wsch. Pacyfik – wybrzeża środkowego Chile. 

## Cechy morfologiczne
Osiąga max. 82,6 cm długości całkowitej.

## Biologia i ekologia
Występuje na głębokości ok. 735-880 m.